# 五车增十二
御夫座43，又名BD+46 1124，HD 43380、SAO 41010、HR 2239，是御夫座的一颗恒星，视星等为6.38，位于銀經167.66，銀緯13.97，其B1900.0坐标为赤經6h 10m 49.4s，赤緯+46° 13.97′ 58″。